# Per Ols BK
Per Ols BK var en ishockeyklubb från Fagersta, Västmanland , bildad 1954. 1960 flyttades man upp i Division III och säsongen 1965/1966 vann man Division III Norra Västsvenska B strax före Västerås SK och kvalificerade sig därmed för Division II påföljande säsong som verkligen var andraserien vid denna tid. Väl i andradivisionen lyckades man dock bara vinna två matcher och slutade sist vilket innebar nedflyttning till Division III igen.